# Ла-Плант (Південна Дакота)
Ла-Плант (англ. La Plant) — переписна місцевість (CDP) в США, в окрузі Дьюї штату Південна Дакота. Населення — 167 осіб (2020).

## Географія
Ла-Плант розташована за координатами 45°8′1″ пн. ш. 100°39′59″ зх. д. / 45.13361° пн. ш. 100.66639° зх. д. (45.133657, -100.666445).  За даними Бюро перепису населення США в 2010 році переписна місцевість мала площу 24,57 км², з яких 24,48 км² — суходіл та 0,10 км² — водойми.

## Демографія
Згідно з переписом 2010 року, у переписній місцевості мешкала 171 особа в 43 домогосподарствах у складі 36 родин. Густота населення становила 7 осіб/км².  Було 49 помешкань (2/км²).
Расовий склад населення:
| - 95,9 % — корінних американців - 3,5 % — білих |

До двох чи більше рас належало 0,0 %. Частка іспаномовних становила 5,3 % від усіх жителів.
За віковим діапазоном населення розподілялося таким чином: 38,0 % — особи молодші 18 років, 54,4 % — особи у віці 18—64 років, 7,6 % — особи у віці 65 років та старші. Медіана віку мешканця становила 23,3 року. На 100 осіб жіночої статі у переписній місцевості припадало 83,9 чоловіків;  на 100 жінок у віці від 18 років та старших — 96,3 чоловіків також старших 18 років.
За межею бідності перебувало 58,0 % осіб, у тому числі 85,5 % дітей у віці до 18 років та 0,0 % осіб у віці 65 років та старших.
Цивільне працевлаштоване населення становило 48 осіб. Основні галузі зайнятості: освіта, охорона здоров'я та соціальна допомога — 64,6 %, публічна адміністрація — 27,1 %, фінанси, страхування та нерухомість — 8,3 %.